# Pseudochromadora
Pseudochromadora är ett släkte av rundmaskar. Pseudochromadora ingår i familjen Desmodoridae.